# Mobilfunkdienst

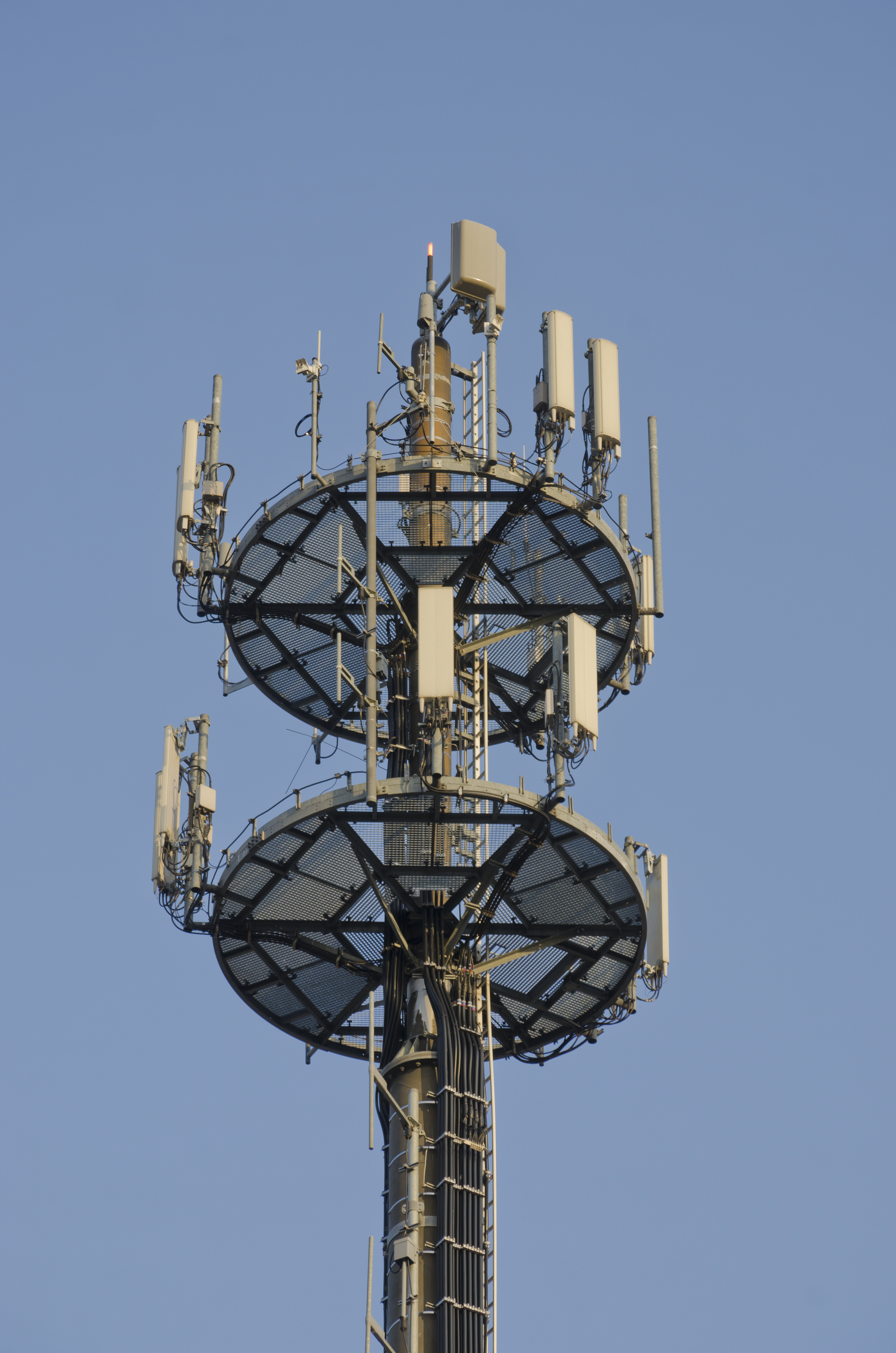
Mobiler Landfunkdienst (Antennenträger mit Funkantennen)

Der Mobilfunkdienst, auch beweglicher Funkdienst (englisch mobile service), ist gemäß Definition der Internationalen Fernmeldeunion ein Funkdienst zwischen mobilen (auch beweglichen) Funkstellen und ortsfesten Funkstellen oder zwischen mobilen Funkstellen.
Die VO Funk kategorisiert den mobilen Funkdienst wie folgt:

- Mobilfunkdienst
  - Mobilfunkdienst über Satelliten
  - Mobiler Flugfunkdienst
    - Mobiler Flugfunkdienst (OR)[2]
    - Mobiler Flugfunkdienst (R)[3]
    - Mobiler Flugfunkdienst über Satelliten
      - Mobiler Flugfunkdienst über Satelliten (OR)
      - Mobiler Flugfunkdienst über Satelliten (R)

  - Mobiler Landfunkdienst
    - Mobiler Landfunkdienst über Satelliten

  - Mobiler Seefunkdienst
    - Mobiler Seefunkdienst über Satelliten